# Fort Yukon
Fort Yukon és una població dels Estats Units a l'estat d'Alaska. Segons el cens del 2007 tenia 533 habitants.

## Demografia
Segons el cens del 2000, Fort Yukon tenia 595 habitants, 225 habitatges, i 137 famílies La densitat de població era de 32,8 habitants/km².
Dels 225 habitatges en un 36% hi vivien nens de menys de 18 anys, en un 25,8% hi vivien parelles casades, en un 23,1% dones solteres, i en un 39,1% no eren unitats familiars. En el 34,2% dels habitatges hi vivien persones soles el 5,8% de les quals corresponia a persones de 65 anys o més que vivien soles. El nombre mitjà de persones vivint en cada habitatge era de 2,62 i el nombre mitjà de persones que vivien en cada família era de 3,37.
Per edats la població es repartia de la següent manera: un 33,4% tenia menys de 18 anys, un 10,3% entre 18 i 24, un 27,4% entre 25 i 44, un 22% de 45 a 60 i un 6,9% 65 anys o més.
L'edat mitjana era de 32 anys. Per cada 100 dones hi havia 112,5 homes. Per cada 100 dones de 18 o més anys hi havia 111,8 homes.
La renda mitjana per habitatge era de 29.375 $ i la renda mitjana per família de 32.083 $. Els homes tenien una renda mitjana de 25.000 $ mentre que les dones 27.813 $. La renda per capita de la població era de 13.360 $. Aproximadament el 18% de les famílies i el 18,5% de la població estaven per davall del llindar de pobresa.

## Poblacions més properes
El següent diagrama mostra les poblacions més properes.